# Austnes Skerries
Die Austnes Skerries (englisch) sind eine Gruppe aus Schären vor der Küste des ostantarktischen Kemplands. Sie liegen 3,7 km südsüdwestlich des Kap Gotley.
Norwegische Kartographen kartierten sie anhand von Luftaufnahmen der Lars-Christensen-Expedition 1936/37. Das Antarctic Names Committee of Australia benannte sie 1972 in Anlehnung an die inzwischen obsolete Benennung einer der Schären als Austnesskjera (norwegisch für Ostspitzenschäre).